# 明蜀王陵
明蜀王陵是位于中华人民共和国四川省成都市的一组明代墓葬，主要分布在龙泉驿区十陵街道办、洪河镇，金牛区凤凰山、锦江区三圣乡等黄土丘地带，是以明蜀僖王陵为中心，散布于正觉山山麓及青龙埂等地的10余座明代蜀王及王妃墓葬所组成的墓葬群。1996年9月16日公佈為四川省第四批省級文物保護單位。1996年11月20日列為第四批全國重點文物保護單位。
包括僖王陵、昭王陵、僖王趙妃墓、僖王繼妃墓、黔江悼懷王陵、成王陵、成王次妃墓、惠王陵、半邊墳郡王墓、懷王陵（草皇墳蜀王陵）、朱悅燫墓等墓葬。

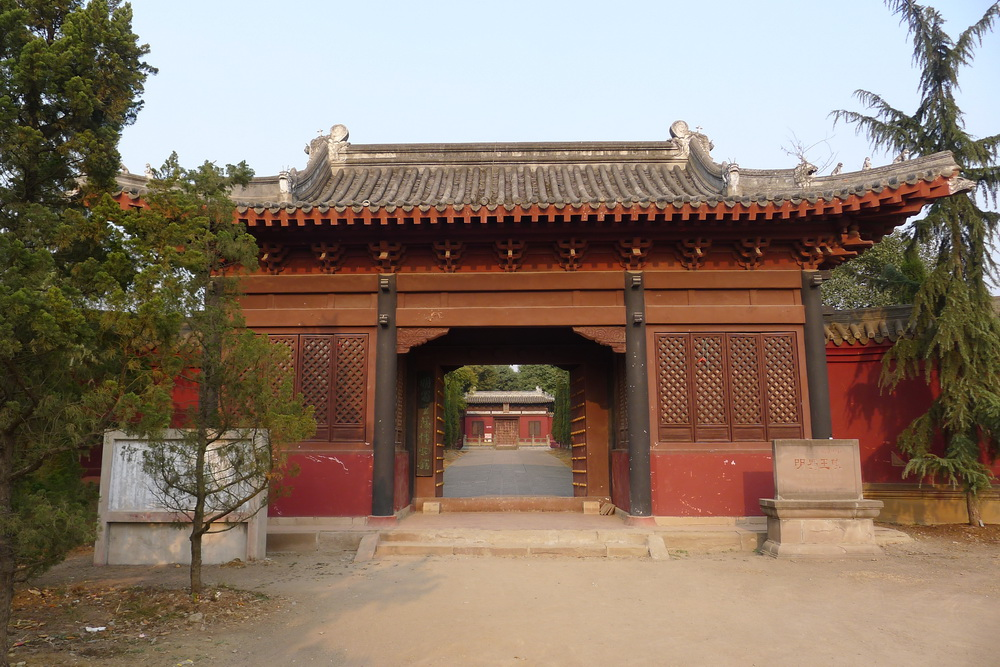
明蜀王陵博物馆正门
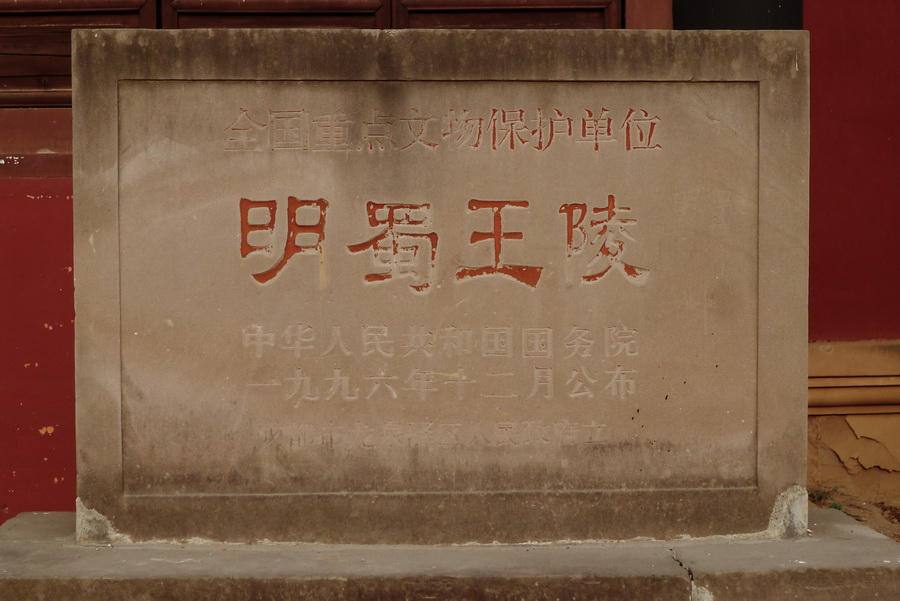
第四批全国重点文物保护单位标志碑
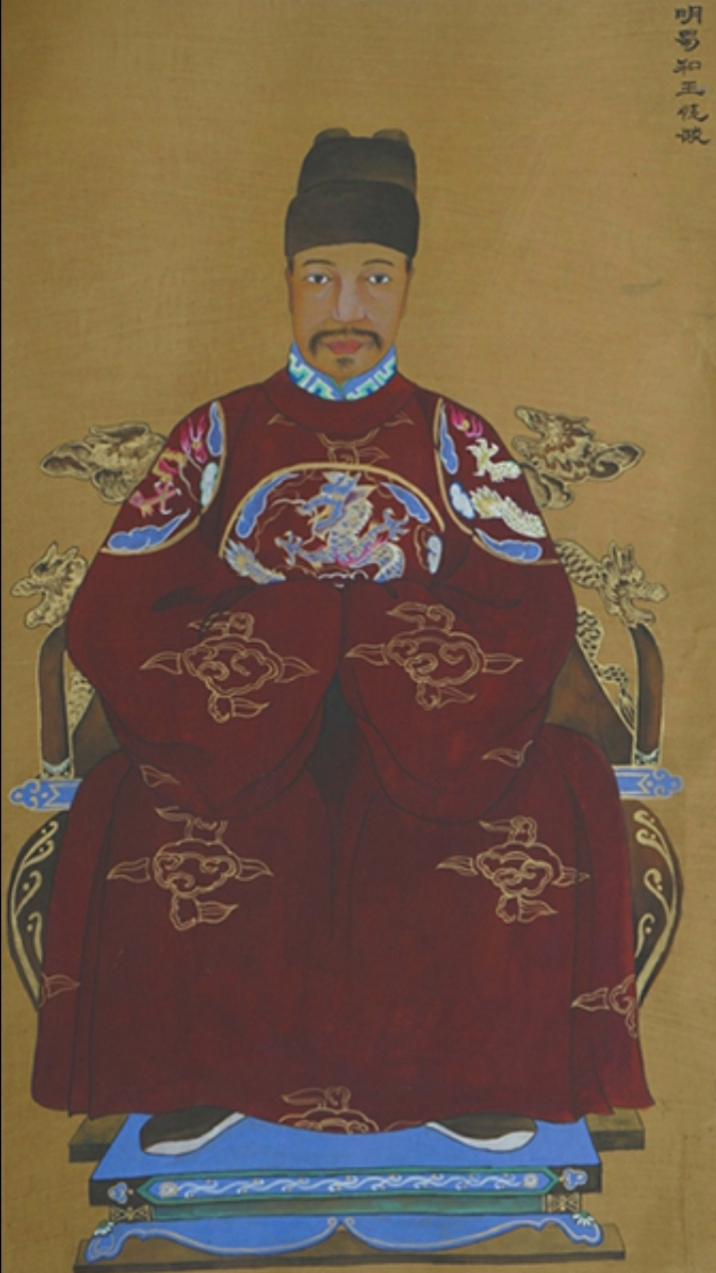
明蜀王陵博物馆藏《明蜀和王悅𤉎像》

## 明蜀王陵分布
| 名称                                  | 墓主   | 地点                                   | 文物保护标志碑 | 地面照片 | 说明 |
| 王陵                                  | 王陵   | 王陵                                   | 王陵           | 王陵     | 王陵 |
| ------------------------------------- | ------ | -------------------------------------- | -------------- | -------- | --- |
| 僖王陵                                | 朱友壎 | 龙泉驿区十陵街道明蜀王陵博物馆内       |                |          | |
| 昭王陵                                | 朱宾瀚 | 龙泉驿区十陵街道明蜀王陵博物馆内       |                |          | 原址位于龙泉驿区大面街道，墓室在1991年修建成渝高速公路时迁建于此                                           |
| 香花寺蜀王陵 （已确定为成王陵）       | 朱让栩 | 龙泉驿区十陵街道青龙村5组              |                |          | 陵园座西向东，长490米，宽140米，占地面积101.5亩。1958年兴建东风渠时特意绕过。                              |
| 廖家湾蜀王陵 （推测为惠王陵）         | 朱申凿 | 龙泉驿区大面街道东洪社区8组            |                |          | |
| 草皇坟蜀王陵                          | 未知   | 龙泉驿区大面街道白鹤村2组              |                |          | 南临成渝高速公路，陵园座北向南，长约300米，东西宽约140米，占地面积68亩。                                   |
| 粉坊堰村蜀王陵 （怀王陵）             | 朱申鈘 | 锦江区三圣乡粉坊堰村四组原敬老院右侧， |                |          | 墓扩呈长方形，长47、宽16、深8米， 南边与墓道相连。                                                         |
| 郡王墓                                |        |                                        |                |          | |
| 大梁子郡王墓 （推测为黔江悼怀王陵）   | 朱友坿 | 龙泉驿区十陵街道大梁村8组              |                |          | 陵园座南向北，北临成洛公路，长200米，宽100米，占地面积30亩。                                               |
| 半边坟郡王墓                          | 不详   | 龙泉驿区十陵街道大梁村2组              |                |          | |
| 皇坟岭郡王墓 （推测为汶川懿简王陵）   | 朱友㙴 | 龙泉驿区大面街道天鹅湖村12组           |                |          | 座西北向东南，土冢早已无存，墓室情况不明。                                                                 |
| 书房村郡王墓                          | 不详   | 龙泉驿区书房村20组                     |                |          | 位于一处西高东、南、北三面低的坡地。                                                                       |
| 附属陵墓建筑                          |        |                                        |                |          | |
| 定王次妃墓                            | 王氏   | 龙泉驿区十陵街道大梁村                 |                |          | 原址位于锦江区琉璃乡潘家沟村，1998年发掘后迁建于十陵街道正觉山旁。                                         |
| 僖王赵妃墓                            | 赵氏   | 龙泉驿区十陵街道大梁村                 |                |          | 墓地座北向南，长90米，宽50米，占地面积6.8亩，于1979年1月清理。墓室砖砌拱券，为两进四合院布局，现回填保护。 |
| 僖王继妃墓                            |        | 龙泉驿区十陵街道大梁村                 |                |          | |
| 香花寺附葬王妃墓 （推测为成王次妃墓） |        | 龙泉驿区十陵街道青龙村                 |                |          | 座西向东，长90米，宽45米，占地面积6亩。                                                                    |
| 明蜀太监墓群                          | ——     | 龙泉驿区十陵街道大梁村                 |                |          | |

此外，还有位于金牛区凤凰山的朱悦燫墓，于2006年第六批公布全国重点文物保护单位，归入第四批明蜀王陵。

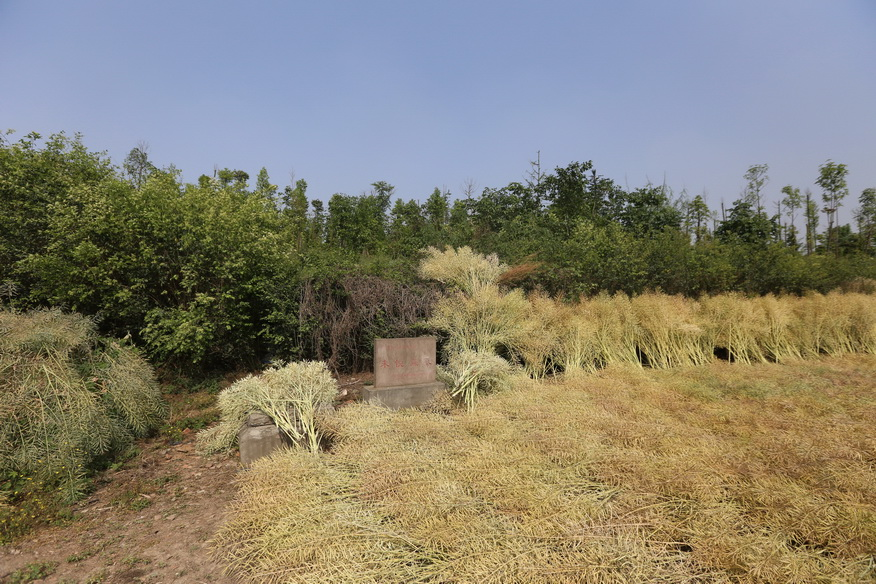
朱悦燫墓全景
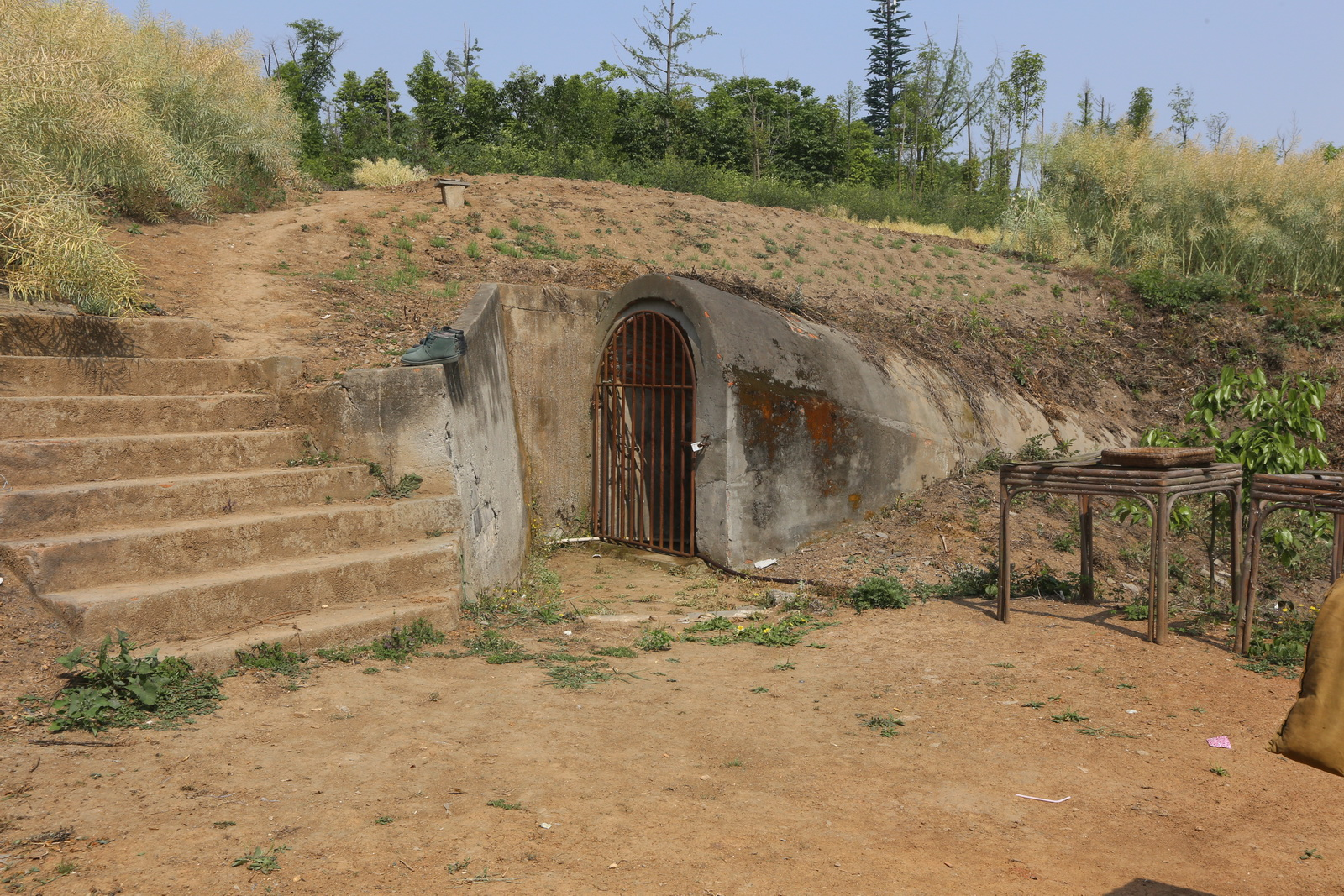
朱悦燫墓地宫入口
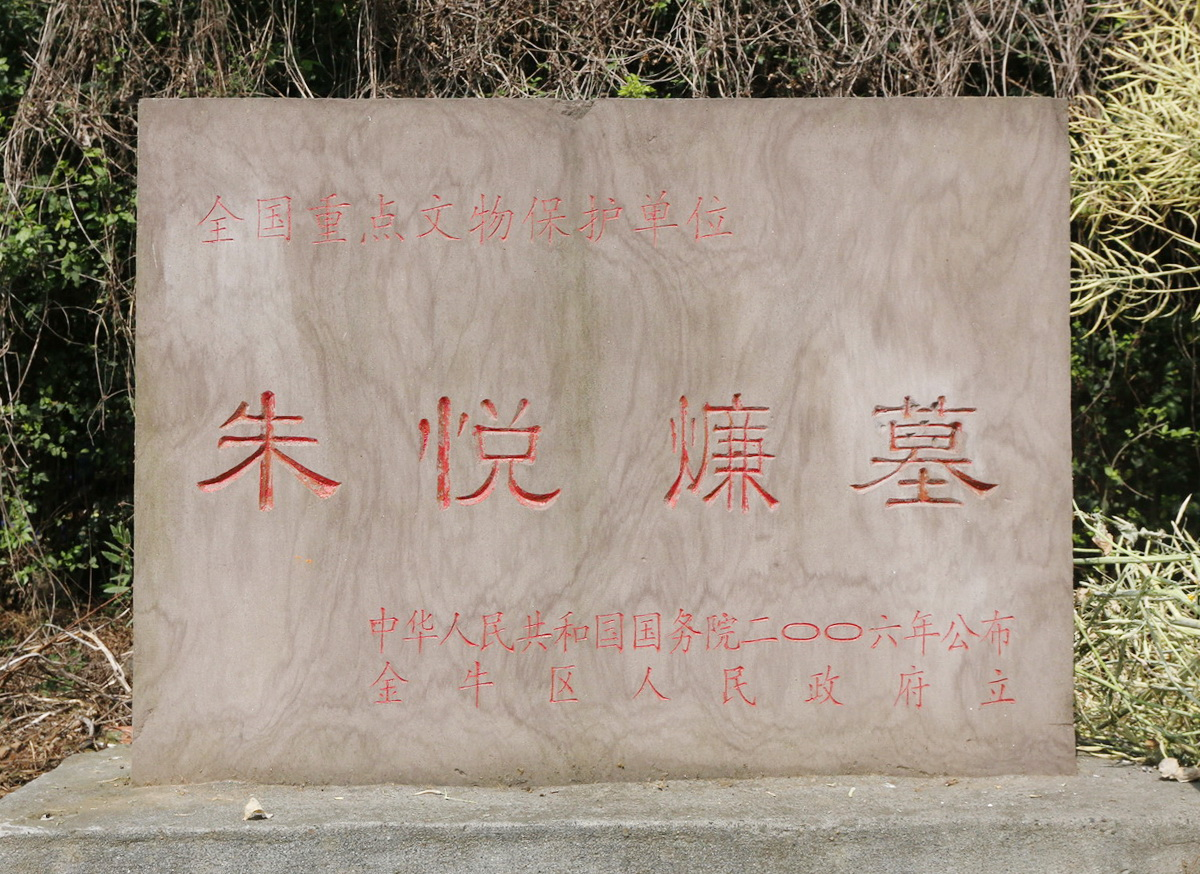
第六批全国重点文物保护单位标志碑

## 保护规划
明蜀王陵博物馆所在的正觉山及青龙湖已建设成为青龙湖生态公园，并且列入国家大遗址保护名录。